# Laren
Laren – miasto i gmina w zachodniej Holandii (prowincja Holandia Północna). Liczy ok. 11 tys. mieszkańców (2008).